# レジェンド・オブ・ミシカ
『レジェンド・オブ・ミシカ』(The Legend of Mythica)は、2006年7月14日から2014年9月7日まで東京ディズニーシーで開始された2代目レギュラーデイタイム・ハーバーショーである。講談社が提供した。

## 概要
このショーは東京ディズニーシー・グランドオープン日（2001年9月4日）から2006年5月7日まで実施された『ポルト・パラディーゾ・ウォーターカーニバル』の後を受けて始まったもので、「ミシカの伝説」という架空の伝説に基づいたストーリーとなっている。
2006年7月10日にスニークプレビュー（スタート日前に試験的に公演すること）が行われ、2006年7月14日より『東京ディズニーシー5thアニバーサリー』と同時に公演がスタートした。
通常1日1回公演で、14:30から開演された。2008年の夏期より高温による出演者、ゲストへの影響を考慮した中止を避けるために一部の日程を除き16:30から開演に変更された。
2009年2月4日から同年2月13日の期間は、休演となった。天候などの理由に拠らない、まとまった期間の休演は、『ポルト・パラディーゾ・ウォーターカーニバル』を合わせても、初めてのこととなる。
2014年9月7日をもって公演を終了した。2021年11月現在、後継のショーの存在は明らかになっておらず、このショーの終了直後より、メディテレーニアンハーバーの改修工事が2015年2月末まで行われた。同年内は季節のハーバーショーのみ行われる。
2022年3月10日時点での最新情報では、2022年4月1日から9月3日までの期間限定でハンガーステージで行われる「東京ディズニーシー20周年“シャイニング・ウィズ・ユー」内の映像で再び登場することが発表された。

## 楽曲
このショーの音楽は全編に渡り、アラン・シルヴェストリが担当している。

## 物語
はるか昔、伝説の生き物たちは人間界で人間と一緒に過ごし、太鼓のリズムに合わせて人間と一緒に踊っていました。しかし、次第に人間たちはリズムを奪い合うようになり、争いを始め、この世からリズムは消えてしまいました。伝説の生き物たちは人間が再び心を一つにし、一緒に踊ることができる日まで海の底に消え、門を閉じてしまった。そのとき、「もう一度人間たちから呼びかけて欲しい」という願いを込め、門を開く鍵を残していきました。
時が経った今、ミッキーたちディズニーキャラクターが門を開くために集結しました。伝説の生き物を呼び戻すため、ゲストに呼びかけ歌い踊ります。そしてついに伝説のミシカの門が開かれるときがやってきました。

## 構成
ミッキーマウス以外のディズニーキャラクターたちは様々な伝説の生き物をかたどった船に乗ってやってくる。また、ディズニーキャラクターはそれぞれ以下のような精に扮して登場する。
- グーフィー … 笑いの精　アメジストのシーサーペント（ウミヘビ）に乗って登場
- チップとデール … 友情の精　シトリン（w:Citrine）のラム（雄羊）に乗って登場
- プルート … 誠実の精　エメラルドのフロッグ（カエル）に乗って登場
- ドナルドダック … 冒険の精　サファイアのタートル（カメ）に乗って登場
- ミニーマウス … 愛の精　ルビーのグリフィンに乗って登場

また、このショーは最初から全ての船が登場するのではなく、物語の展開に合わせて徐々に数が増えていく。オープニングは「キーバージ」（ミッキーマウスやダイヤモンドの女神が乗っている巨大な円形の船）のみだが、その後キャラクターを載せた、生き物をかたどった船（上記参照）が登場し、さらにクライマックスにはミシカの伝説に登場する生き物がやってくる。この生き物はオーディオアニマトロニクスで作られており、様々な動きをする。中には火を噴いたりするものもある。登場する生き物は以下の通り。
- ドラゴン　土の「Magicus（マジカス）」
- ユニコーン　天の「Aerius（エリウス）」
- ヒュドラ　海の「Aquatica（アクアティカ）」
- フェニックス　火の「Ashin（アシン）」

ショー終了後に流れるBGMは、『Sea of Dreams』であり、MISIAの歌うオリジナル版でフルコーラス流れる。

## 変遷
2007年4月1日-
曲の一部のカットやアレンジ、キャラクターたちのセリフの追加や変更、キャラクターの船が上陸する配置の変更、伝説の生き物（前述）が登場する順序の変更などがあった。また、上陸したダンサーの大半が陸上を歩いて退場するようになった。
2008年4月8日-2009年4月14日
東京ディズニーリゾート25thアニバーサリーの一環で、ショー終了後に流れるBGMが『Sea of Dreams』から『The Dream Goes On』に変更。
2009年4月15日-2011年9月3日
東京ディズニーリゾート25thアニバーサリー終了に伴いショー終了後に流れるBGMが『The Dream Goes On』から『Sea of Dreams』に変更。
2011年9月4日-2012年3月19日
東京ディズニーシー10thアニバーサリーの一環で、ショー終了後に流れるBGMが『Sea of Dreams』から『It'll Be Magical!』に変更。
2012年3月20日-2013年4月10日
東京ディズニーシー10thアニバーサリー終了に伴い、ショー終了後に流れるBGMが『It'll Be Magical!』から『Sea of Dreams』に変更。
2013年4月11日-2014年3月20日
東京ディズニーリゾート30thアニバーサリーの一環で、ショー終了後に流れるBGMが『Sea of Dreams』から『Happiness Is Here』に変更。
2014年3月21日-2014年9月7日
東京ディズニーリゾート30thアニバーサリー終了に伴い、ショー終了後に流れるBGMが『Happiness Is Here』から『Sea of Dreams』に変更。

## 手話
フォートレス・エクスプロレーション横のキャラクター上陸位置にて2人の手話パフォーマーが登場し、ストーリーや台詞や歌の内容を手話で行う。土曜、日曜、祝祭日のみの開催。ダンサーが上陸してからは、ガリオン船「ルネッサンス号」の船尾に移動し、手話によるパフォーマンスを行う。

## 特別版

### マジカル・ファンタジー・パーティ
企業などによる貸し切り営業であるマジカル・ファンタジー・パーティ（マジカル・イブニング・プライベート・パーティ）の際に、特別に実施される。普段昼間に行われているショーを夜に開催し、ダンサーやキャラクターの上陸が基本的に無いのが特徴である。開催前の挨拶以外は事前のリハーサルが必要なため、あまり実施されていない。
- 過去に開催されたのは以下の様な内容
  - 開催前にセレモニーバージ（メイヤーバージ）で主催団体の長などが挨拶に登場した。
  - カウントダウン2007バージョンのように実施され、途中でキーバージにMISIAではなく主催団体の特別ゲストが登場、一曲歌った後に主催団体の代表者と他のバージに乗り移り、ハーバーを一周して下がっていった。
  - 4聖獣が出てきた後にセレモニーバージで主催団体代表者等が出てきて挨拶、第6章の曲から最後まで一緒に参加して先頭で帰って行った。
  - チェイサーの曲（Sea of Dreams）の代わりにセレモニーの曲が流れ、セレモニーバージで主催団体代表者等が出てきて挨拶してから別な曲をチェイサーにして帰って行く。

### ニューイヤーズ・イヴ・セレブレーション2007
- レジェンド・オブ・ミシカの変更版が行われた。
- スペシャルゲストとしてMISIAが登場し、『Sea of Dreams』を歌った。
- 新年直後の花火の音楽は『Light Up the Sky』。

### ニューイヤーズ・イヴ・セレブレイション2008
- この年も2007年同様にレジェンド・オブ・ミシカの変更版が行われた。ダンサーの上陸は無い。
- また、両パークでの25周年を迎える年へのカウントダウンということで、カウントダウンが通常の20から25になった。
- 新年直後の花火の音楽は『Light Up the Sky』。

### ニューイヤーズ・イヴ・セレブレイション2009
- この年も2007年同様にレジェンド・オブ・ミシカの変更版が行われた。2008年同様にダンサーの上陸は無い。
- また、両パークでの25周年開催により、カウントダウンが通常の20から25になった。
- 新年直後の花火の音楽は両パーク共通『魔法の鍵～The Dream Goes On』。

## メディア
- 2006年6月16日、『エンジョイ!東京ディズニーリゾート オフィシャルガイド完全リニューアル版』に特典映像として、「レジェンド・オブ・ミシカ」を制作したイマジニアたちのメイキング・インタビューが収録されている。
- 2006年7月19日、このショーの音源を収録したCD『東京ディズニーシー レジェンド・オブ・ミシカ』がエイベックスより発売された。
- 2011年10月12日、東京ディズニーシー開園10周年を記念してテーマソング「It'll Be Magical!(英語、バラード・バージョン)」を新たに収録し『東京ディズニーシー レジェンド・オブ・ミシカ2011』がエイベックスより発売された。
- 2014年1月20日、このショーを題材とした絵本『東京ディズニーリゾートキッズガイドえほん　レジェンド・オブ・ミシカ』が講談社より発売された。
ショー中の写真が使用され、使用されている楽曲の歌詞や楽譜の掲載もある。
文:鍬潟葉介
ISBN 978-4-06-218751-0

## 評価
テーマエンターテインメント協会（Themed Entertainment Association）が認定する第15回ティア賞のライブショー部門を受賞した。

## Trivia

### こぼれ話
正式に公演が始まって最初に迎えた土曜日である2006年7月15日、雷雲接近の影響を受け、「レジェンド・オブ・ミシカ」は公演中止となった。この時、パーク中央にあるプロメテウス火山の背後に稲妻が何度も見え、ショー開始直前だけではあるが短い通り雨が降った。
雷雲が通過した14時30分過ぎ、5月7日に終了したショーである「ポルト・パラディーゾ・ウォーターカーニバル」の衣装を身にまとったミッキーが、MISIAの「Sea of Dreams」が流れるハーバーをゆっくりと「キーバージ」（詳しくはレジェンド・オブ・ミシカ#構成を参照）に乗って周遊した。ただしこれはこの日限定のものではなく、「レジェンド・オブ・ミシカ」の雨天バージョンの準備が出来ていなかった為であり、その後もしばらくは雨天キャンセル時に同内容のグリーティングが行われた。
2011年3月11日、東北三陸沖を震源とするマグニチュード9.0の東日本大震災が起きたが、この時丁度ショーが公演されていた。ショー自体は地震発生後途中で公演中止となり、アナウンスでは「ショーの途中ですが、システム不具合により、中止させていただきます。」と案内された。しかし、この時はショーどころの問題ではなく、パークのある舞浜地区は震度5弱の地震に見舞われパニック状態であった。キャストは落ち着いた対応でゲストの安全確認をした。ちなみに、ランドでも丁度デイ・パレード「ジュビレーション!」の公演がスタートし、最初のフロートがホーンテッドマンション前を通過中に地震が起きた。その後、パレードは中止となった。

### 開催15分前からのBGM
メディテレーニアンハーバーに流れるBGMは、ショー開始15分前のアナウンスの後から専用のものに変更される。

#### 2006年7月19日～2007年3月31日
1. Umoya /ミリアム・ストックリー
2. Adiemus /アディエマス（カール・ジェンキンス）
3. Kayama /アディエマス

#### 2007年4月1日～2007年12月31日
1. Umoya /ミリアム・ストックリー
2. Kayama /アディエマス
3. Hymn /アディエマス
4. Adiemus /アディエマス
5. Sabancaya /ミリアム・ストックリー
6. Rainsong /ミリアム・ストックリー
7. Umoya /ミリアム・ストックリー
8. kayama /アディエマス